# Сан-Хосе-де-Буенавіста
Сан-Хосе-де-Буенавіста (кін.: Banwa kang San Jose de Buenavista, хіл.: Banwa sang San Jose de Buenavista, філ.: Bayan ng San Jose de Buenavista) — муніципалітет у провінції Антіке в регіоні Західні Вісаї на Філіппінах, адміністративний центр провінції. Населення становило 62 534 особи станом на 2015 рік.
Адміністративно муніципалітет поділяється на 28 баранґаїв.